# Красная горка (праздник)
Кра́сная го́рка — народное название первого воскресенья после Пасхи. В церковной традиции праздник называется Антипасхой или Фоминым воскресеньем и посвящён воспоминанию явления Христа апостолу Фоме на восьмой день после воскресения. У восточных славян был праздником начала весны — с кострами, хороводами, ярмарками невест, закликанием весны. Считался преимущественно девичьим праздником.
Где-то Красной горкой назывался вторник Радоницкой недели, порой и вся неделя, а кое-где под этим подразумевают весенний Юрьев день или его канун.

## Другие названия
рус. Фомино воскресенье, Антипасха, Радостное воскресенье; бел. Ярылавіца, Фаміна нядзеля, Хамова нядзеля, Правадная нядзеля; укр. Красна гірка, Ляля; серб. Антипасха, Мали васкр, Томина недеља.
Название «Красная горка» известно у всех восточных славян. «Красной», то есть красивой, также называли Весну-красну и Пасху — «красный праздник». Горками называли места сельских гуляний, которые первыми просыхают весной. Красной горкой могло называться и вообще народное гулянье на Пасхальной неделе или в Юрьев день, или в любой день от Фомина понедельника до весеннего Юрьева дня.

## Церковные традиции
В Православных церквях Фомино воскресенье посвящено воспоминанию явления Христа апостолу Фоме на восьмой день после Воскресения. Когда Христос явился апостолам, то Фомы среди них не было, поэтому, услышав весть о воскрешении, Фома (именуемый ещё в Евангелии — Близнец) не поверил в это. Почему и получил в истории прозвище Фома Неверующий, ставшее нарицательным. Через неделю он встретился со Спасителем, но опять усомнился, тогда Христос показал ему свои раны и предложил самому ощупать их. Только после этого Фома уверовал в Воскресение и признал в Христе распятого Учителя. В церковной традиции сей день именуется также Антипасха, то есть вместо Пасхи, поскольку все последующие воскресные дни церковного годового круга называются Малой Пасхой и празднуются столь же радостно, как и сама Пасха, с взаимным приветствием Христос Воскрес! — Воистину Воскрес!

## Народные обычаи

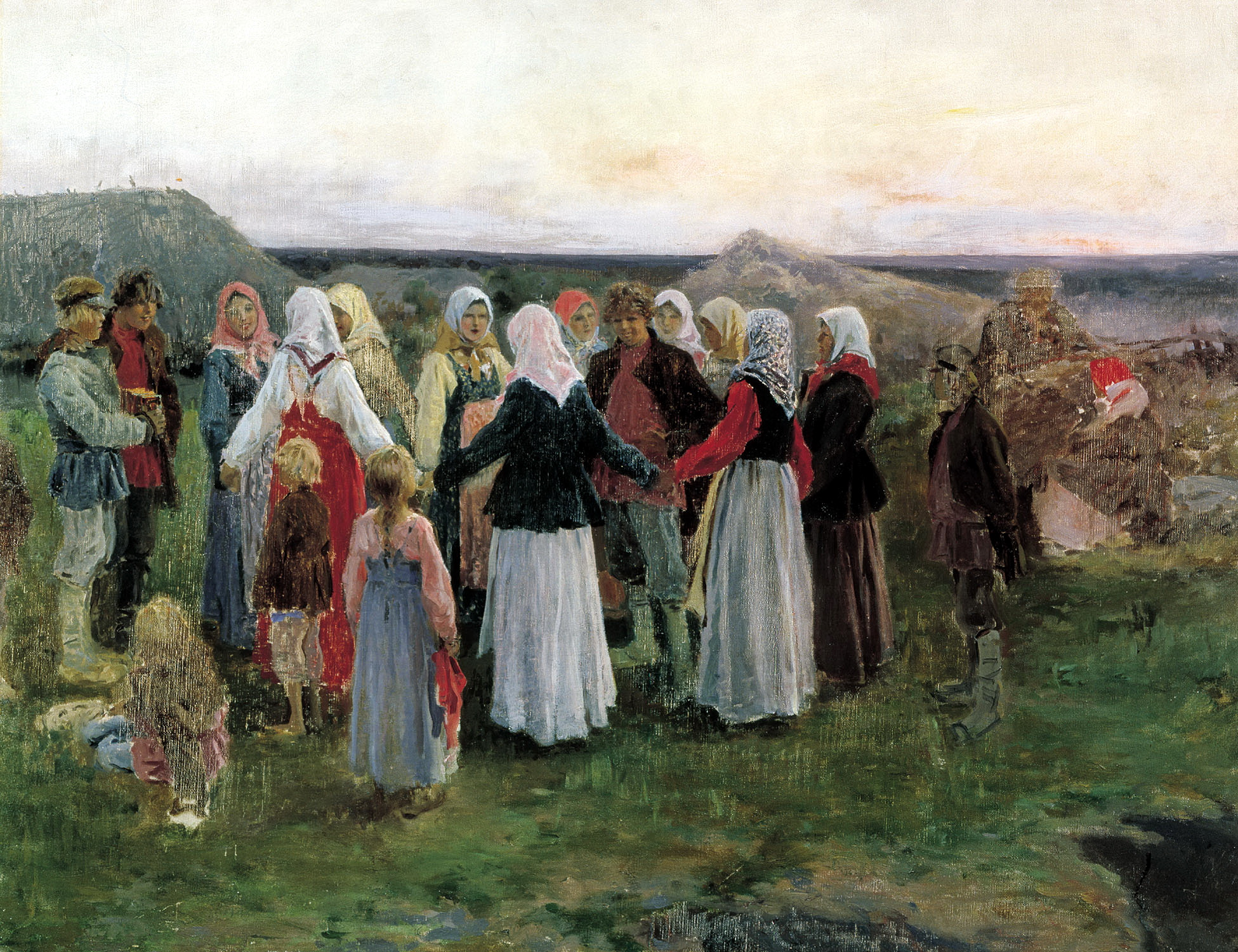
А. Степанов. Хоровод. 1910-е гг.

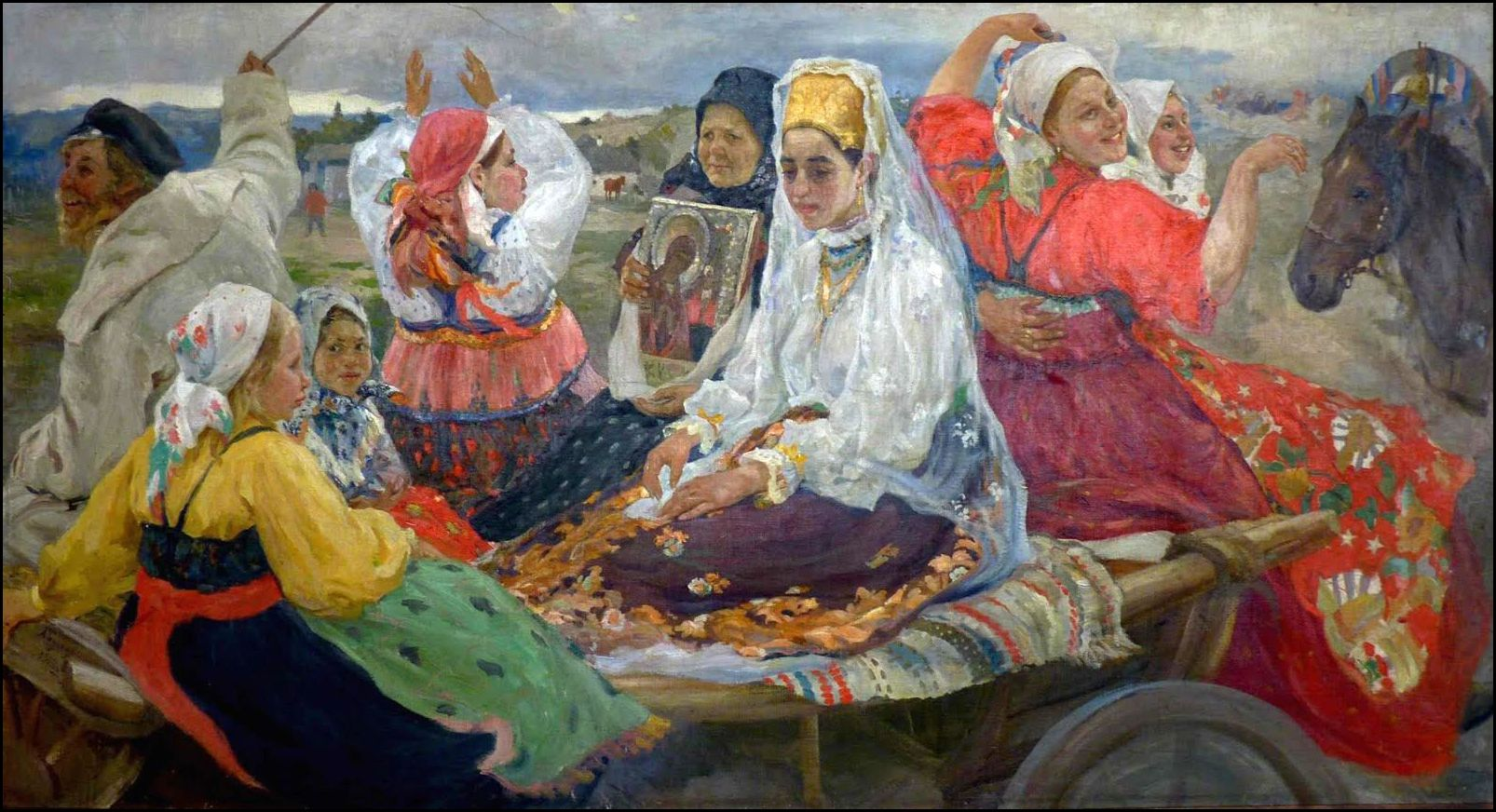
А. А. Бучкури. Свадебный поезд. 1912

«Красной горкой» у восточных славян называется первый день Радоницкой недели. Красная горка была днём молодёжных гуляний, хороводов и сватовства.
По мнению В. Г. Холодной, у русских крестьян Красная горка была в большей степени связана не с христианской традицией, а с языческим празднованием начала весны. По утверждению А. А. Коринфского, не подкреплённому ссылками на исторические источники, в Древней Руси в этот день на возвышенностях жгли костры в честь Даждьбога.

### Свадьбы
В дореволюционной России на Красную горку традиционно праздновалось много свадеб. С этого дня, впервые с начала Великого поста, церковь возобновляла проведение венчальных обрядов. Считалось, что свадьба, сыгранная именно в это день, станет залогом долгой счастливой семейной жизни. Если в селе была свадьба на Красную горку, то праздничные игрища и свадьба сливались в одно «мероприятие». В Моравии также с этого дня начинали играть свадьбы.

### «Окликанье молодых»
У русских в Среднем Поволжье (Костромской, Нижегородской, Владимирской, Ярославской губерниях) проходили молодёжные или женские обходы дворов с поздравлением — «окликанием» молодожёнов, называвшееся также вьюнством, вьюнитством, вьюнишником, юнцом, юнинами, вьюнинами. Подробная картина его представлена в описании, относящемся к Гороховецкому уезду (Владимирская губерния). На пасхальной неделе, в субботу накануне Красной горки, до восхода солнца, в каждой деревне собирались партии парней — по 5, 10, 15 и более человек. Окликальщики одевались в праздничные рубахи, плисовые шаровары, лучшие бекеши. Окликать полагалось молодых, поженившихся после предыдущей Пасхи. Начинали со своей деревни, а потом переходили в другие, не пропуская ни одной молодой четы. Под окнами молодых окликальщики пели. Во время пения плясали. Песню пели одну и ту же, непосредственно связанную по содержанию с данным обычаем. В ней описывался самый приход окликальщиков, подчеркивалось множество их: «сила — армия валит». После каждого двустишья, в качестве припева, дружный мужской хор (нередко очень многочисленный) «окликал» в предрассветной тишине: «Вьюнец молодой, вьюница молодая!» — обращение к молодожёнам. Песня рассказывала о вьюнцовском дворе, который стоит «на семи верстах», «на чугунных столбах, на медных цепях, на серебряных крючках», окруженный белокаменной оградой с железным тыном, «где на каждой на тычининке по маковке цветёт», а «на каждой-то на маковке соловушко поёт», о молодой жене («новы сенечки смела, звончаты гусли нашла, под полою пронесла, свому мужу отдала»), о вьюнце-молодце, который тешит молодую жену игрой на гуслях. Он утешает её, плачущую, ещё и тем, что сегодня приедут её родственники: «Придёт батюшка и со матушкою, придёт дядюшка и со тётушкою, придёт милый брат со невестушкою, придёт милый зять со милой сестрой, придёт дедушка и со бабушкою».

### Закликание весны
В этот день «закликали весну». На Русском Севере на заре на возвышенном красивом месте молодёжь встречала восход солнца. Выбиралась «хороводница», которая при первом проблеске солнца, благословясь, выходила на середину круга и произносила заклинание, сохранившееся на северо-восточной Руси:

Здравствуй, красное солнышко! Празднуй, ясное вёдрышко! Из-за гор-горы выкатайся, на светел мир воздивуйся, по траве-мураве, по цветикам по лазоревым, подснежникам лучами-очами пробегай, сердце девичье лаской согревай, добрым молодцам в душу загляни, дух из души вынь, в ключ живой воды закинь. От этого ключа ключи в руках у красной девицы, зорьки-заряницы. Зоренька-ясынька гуляла, ключи потеряла. Я, девушка (имярек), путём-дорожкой прошла, золот ключ нашла. Кого хочу — того люблю, кого сама знаю — тому и душу замыкаю. Замыкаю я им, тем золотым ключом, добраго молодца (имярек) на многие годы, на долгая вёсны, на веки веченские заклятьем тайным нерушимым. Аминь!

Все присутствующие при заклинании повторяли каждое слово за хороводницей, вставляя полюбившиеся каждому имена. Затем заклинавшая солнышко девушка, положив наземь посредине круга крашеное яйцо и круглый хлебец, затягивала песню-веснянку. Весь хоровод подхватывал. Эту песню сменяла другая; ту — третья. После песен принимались за угощенье, начиналась весёлая пирушка.
Поселяне Тульской губернии на Красную горку закликали весну с хороводными песнями. При восхождении солнца они выходили на холм или пригорок, ведомые хороводницей. Обращаясь на восток, хороводница, проговорив молитву, входили в круг с хлебцем в одной руке и с красным яйцом в другой и пели веснянку:
Весна-красна!

На чём пришла,

На чём приехала?

На сошечке,

На бороночке! …
В Калужской губернии поселяне также зазывали весну с песнями. Соломенное чучело, укреплённое на длинном шесте, ставили на горке; вокруг него собирались как женщины, так и мужчины. После песен садились вокруг горки, угощали друг друга яичницей. Вечером сжигали чучело с песнями и плясками.
В Буйском уезде (Костромская губерния) для встречи весны девушки и холостые ребята при восходе солнца обливали себя водой на открытом воздухе. Самые смелые купались в реках. После сходились вместе и пели песни, некоторые перепрыгивали чрез плетень огорода, взлезали на деревья, водили хороводы вокруг стогов сена. В это время они пели:
Весна, весна красная!

Приди, весна, с радостью…
У украинцев ещё в начале XX века в этот день ходили дети по домам и славили «ярь и зеленачку». Дети носили в руках деревянную ласточку. Повсеместно девушки ходили по улицам и пели веснянки.

### Гулянья

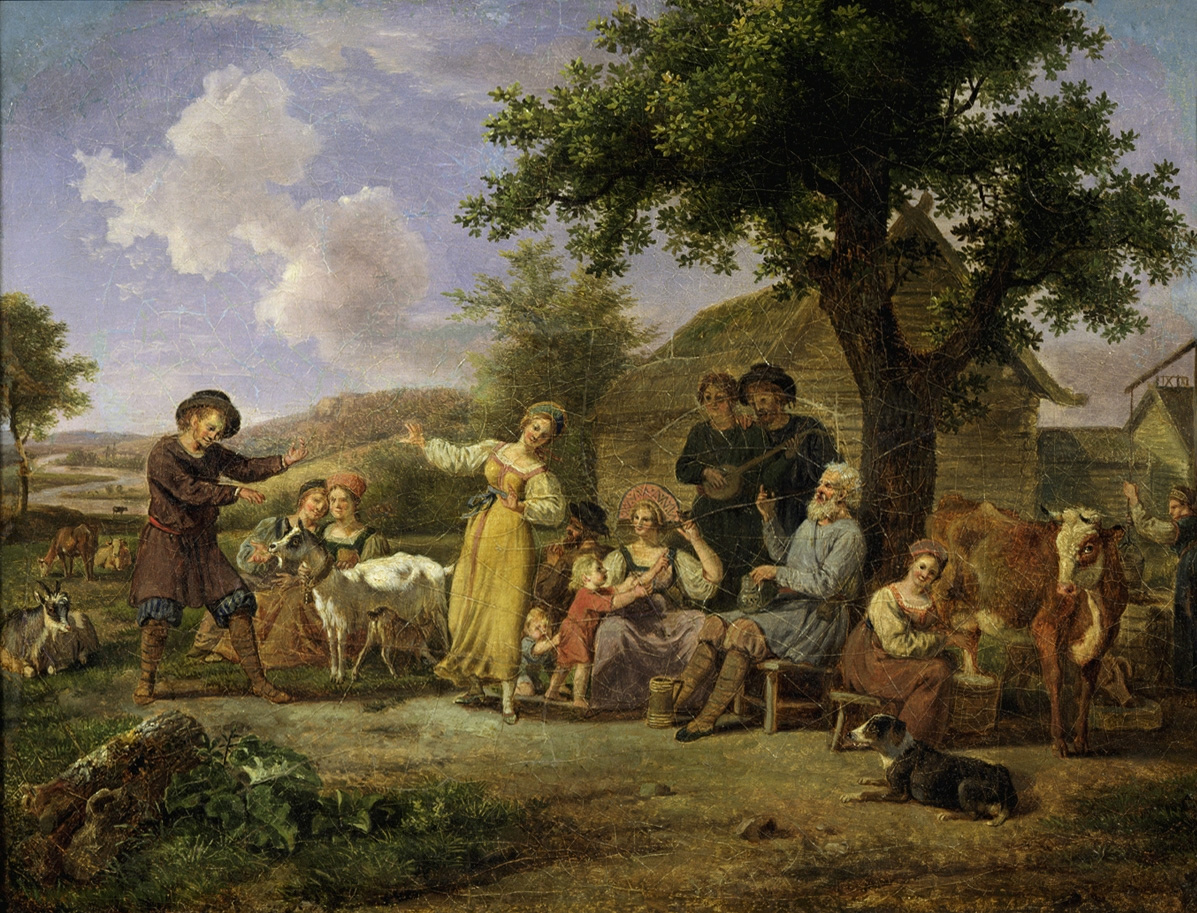
Праздник в деревне. Неизвестный художник, конец XVIII века

Молодёжь собиралась в компании: плясали, водили хороводы, пели песни («Не бела заря», «По двору-двору», «В саду яблонька лесная», «Расцветала сирень»), играли в игры («Гуси», «Чижик», «Челнок», «Прятки», «Кандалы, раскуйте нас», «А мы просо сеяли», «Зайчик, что с тобой», «Разлуку», «Вдовушки», «Лапту»).
Гулянья проходили на деревенской улице, на площади или за околицей деревни. Каждая девушка и каждый парень, достигшие брачного возраста, обязательно принимали участие во всех деревенских праздниках и молодёжных развлечениях. Уклонение от участия в них порицалось общественным мнением, вызывало насмешки сверстников и даже рассматривалось как большой грех, за который можно поплатиться безбрачием, бездетностью или ранним вдовством.

### Крашеные яйца

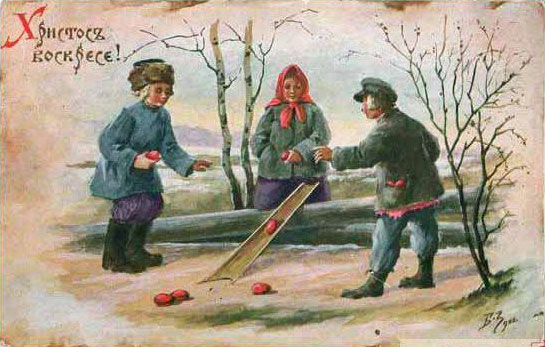
Б. Зворыкин. Катание яиц. Дореволюционная открытка.

В дореволюционной России считалось, что на Красную горку «люд крещёный с покойничками христосуется», поэтому к этому дню красили яйца, но уже не в красный, а в жёлтый или зелёный «поминальные» цвета. До сих пор во сёлах по могилкам раскладывают крашеные яйца, кое-где они катаются в виде креста и/или их закапывают в могилку, отдают нищим. Существовал также обряд гадания, при котором «катали яйца с горки», скатывали крашеные яйца с небольших пригорков. Считалось, что если яйцо скатится ровно и не разобьётся, то его владельца ожидают в текущем году счастье и удача. На Русском Севере на Красную горку девушка одаривала своего парня крашеным яйцом.

### Поминки

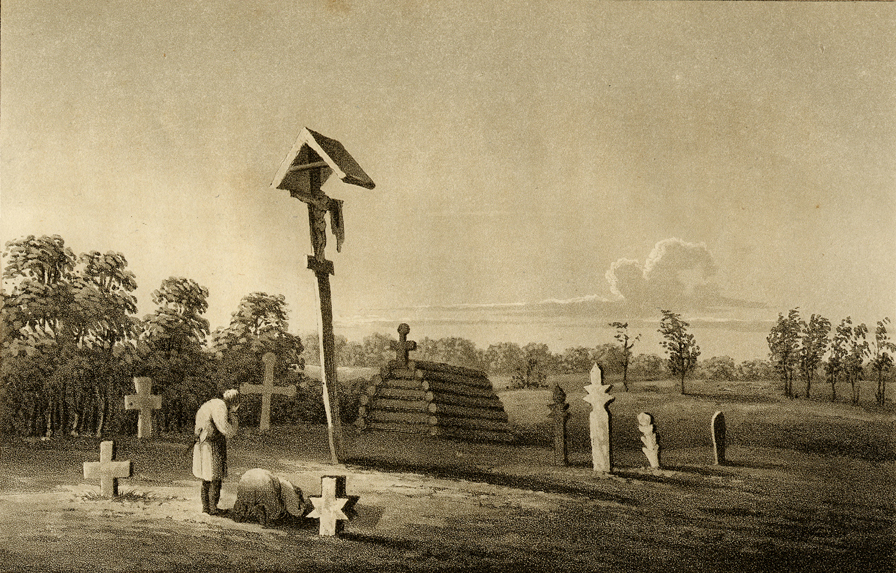
Русское кладбище. Черниговская губерния. 1817

Русские местами в этот день ходят на кладбища, чтобы помянуть предков в этот день («с покойничками похристосоваться»), так же как в Родительские субботы. По могилкам расставляются оставшиеся со Светлой недели еда, напитки, раскладываются крашеные яйца. Это не принято было в церковной традиции, но народный календарь поминовения усопших несколько отличается от христианского. Поминовение умерших посвящается всем умершим предкам и включает, как правило, церковное поминовение, посещение кладбищ и поминальную трапезу у могил и дома; в этот день «кормили души»: готовили особую поминальную пищу (коливо, кутья, блины, хлеб и др.), варили пиво и соблюдали многочисленные запреты.
В конце XIX века в Спасске-Рязанском девушки и женщины в траурном («жаленом») платье шли на кладбище поклониться своим родителям. Сначала они причитали на могилах со словами о житье-бытье покойников, потом раскладывали по могилам кушанья и напитки. Родные и знакомые ходили по могилам в гости: старики угощали, а молодые катали по могилам крашеные яйца. Остатки вина выливали на могилы. С кладбищ в праздничных платьях шли разыгрывать Красную горку в хороводах.

### Другие обычаи
В эти же дни было принято на Руси одаривать родню — делать подарки зятьям и невесткам.
В селе Хомутино на Алтае на Красную горку «Пасху зажигали» — привозили на гору солому и зажигали её, таким образом провожая Пасху.

## Поговорки и приметы
- «В Красную горку родители из могилы теплом дохну́т»[3].
- Красная горка — сватать спо́рко.
- «Сочтёмся весной на брёвнах — на Красной весёлой Горке; сочтёмся-посчитаемся, золотым венцом повенчаемся»[34].
- На Масленицу — сватовство, на Красную горку — свадьба[36].
- «Святой Георгий Красную весну на Красную горку начинает, пророк Илья лето кончает, жито зажинает»[37].